# Batzella
Batzella is een geslacht van sponsdieren uit de klasse van de Demospongiae (gewone sponzen).

## Soorten
- Batzella aurantiaca (Lévi, 1958)
- Batzella friabilis Pulitzer-Finali, 1978
- Batzella frutex Pulitzer-Finali, 1982
- Batzella fusca van Soest, 2009
- Batzella inops (Topsent, 1891)
- Batzella melanos (de Laubenfels, 1954)
- Batzella mollis Thiele, 1905
- Batzella rosea van Soest, 1984
- Batzella rubra (Alcolado, 1984)